# ダンスセントラル
『ダンスセントラル』（Dance Central） はマイクロソフトより発売されたXbox 360用の音楽ゲームである。ギターヒーローシリーズや、ロックバンドシリーズを手掛けた、Harmonix Music Systems製作。日本では2011年6月2日に、日本マイクロソフト株式会社よりローカライズされ発売される。

## 概要
Kinectを使用し、全身を使ってさまざまな洋楽のメジャータイトルで踊るダンスゲームである。

ダンスはプロの振付師により作られており、初級者から上級者まで踊りが習得できるように、三段階にレベル分けされている。

ディスクには海外版と同じく全32曲を収録。2011年5月24日からはXbox Liveにて体験版も配信されている。

また日本語版では、初回限定版のみ追加ダウンロードコンテンツの無料ダウンロードコードが封入された。
2011年10月27日には続編の『Dance Central 2』が発売。邦楽から唯一、EXILEの楽曲である"I Wish For You"が収録されている。

## 収録曲
- Poker Face　レディー・ガガ
- Hey Mami　ファニーパック
- I Know You Want Me (Calle Ocho)　ピットブル
- Evacuate The Dancefloor　カスケーダ
- Funkytown　リップス
- Galang '05　M.I.A.
- Can't Get You Out of My Head　カイリー・ミノーグ
- C'mon N' Ride It (The Train)　クワド・シティ・ディージェイズ
- Crank That (Soulja Boy)　ソウルジャ・ボーイ・テレム
- Rump Shaker　レックスン・エフェクト
- Jungle Boogie　クール・アンド・ザ・ギャング
- Down　ジェイ・ショーン feat リル・ウェイン
- Pon De Replay　リアーナ
- Move Ya Body　ニーナ・スカイ
- King of the Dancehall　ビーニ・マン
- Rendez-vu　ベースメント・ジャックス
- Hella Good　ノー・ダウト
- Dip It Low　クリスティーナ・ミリアン
- Push It　ソルトンペパ
- Flava In Ya Ear (Remix)　クレイグ・マック
- Poison　ベル・ビヴ・デヴォー
- Teach Me How to Jerk　オーディオ・プッシュ
- Maneater　ネリー・ファータド
- Satisfaction　ベニー・ベナッシ・プレゼンツ・ザ・ビズ
- Bust a Move　ヤングMC
- Days Go By　ダーティ・ヴェガス
- Pump Up the Jam　テクノトロニック
- Brick House　コモドアーズ
- Body Movin' (Fatboy Slim Remix)　ビースティ・ボーイズ
- Drop It Like It's Hot　スヌープ・ドッグ
- Don't Sweat the Technique　エリックB&ラキム
- Just Dance　レディー・ガガ

## 配信曲
ダウンロードコンテンツとして配信される。
- Control　ジャネット・ジャクソン　（初回限定版に無料ダウンロードコードが封入）
- Weapon of Choice　ファットボーイ・スリム
- Disturbia　リアーナ
- Because of You　ニーヨ
- I Gotta Feeling　ブラック・アイド・ピーズ

ほか